# Japans markbaserade självförsvarsstyrkor
Japans markbaserade självförsvarsstyrkor (japanska: 陸上自衛隊; Rikujō Jieitai) är grenen inom Japans självförsvarsstyrkor som ansvarar för landets markbaserade militäroperationer. Det är Japans de facto armé, men enligt Japans författning är en japansk armé förbjuden. De jure är det "polisiära styrkor" med stridsvagnar och bandkanoner.
År 2013 hade denna gren 140 052 personer och är därmed den största grenen inom självförsvarsstyrkorna. General Eiji Kimizuka (japanska: 君塚 栄治) är 2013 högsta chef för de markbaserade självförsvarsstyrkorna.

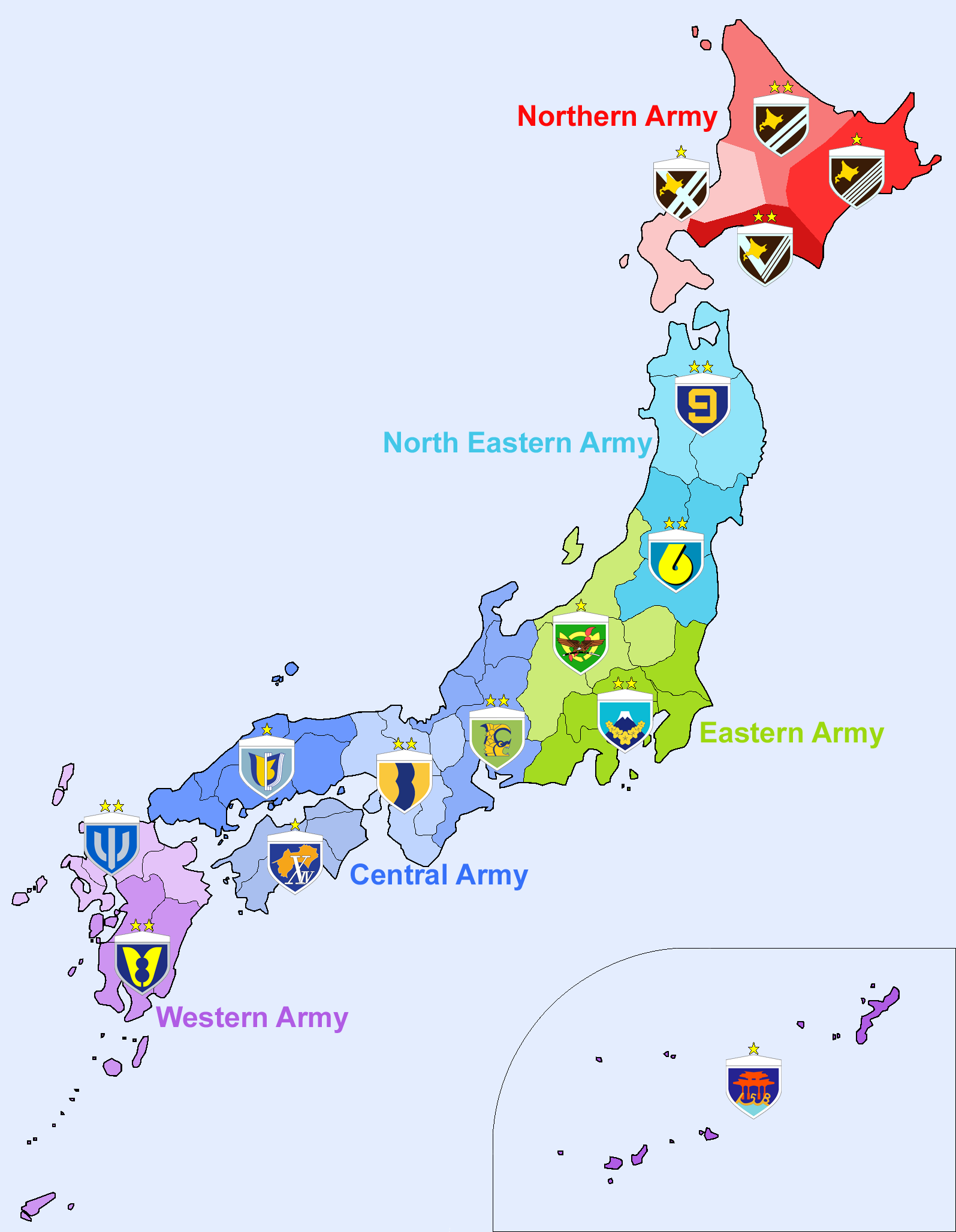
Japanska arméernas ansvarsområden

## Arméer
- Norra armén, vars huvudbas ligger i Sapporo, Hokkaidō
- Nordöstra armén, vars huvudbas ligger i Sendai, Miyagi
- Östra armén, vars huvudbas ligger i Nerima, Tokyo
- Centrala armén, vars huvudbas ligger i Itami, Hyōgo
- Västra armén, vars huvudbas ligger i Kumamoto, Kumamoto